# Brabantiet
Brabantiet is een mineraal van calcium, thorium, en fosfaat met de chemische formule CaTh(PO4)2.

## Eigenschappen
Het grijs- of roodbruine brabantiet heeft een glasglans en een bruingrijze streepkleur. Het kristalstelsel is monoklien en de splijting is goed volgens de kristalvlakken [100] en [001]. De gemiddelde dichtheid is 4,72 en de hardheid is 5,5. Brabantiet is sterk radioactief. De gamma ray waarde volgens het API is 945.983,42.

## Naamgeving
De naam van het mineraal brabantiet is niet direct afgeleid van de Belgische provincie Brabant of de Nederlandse provincie Noord-Brabant, maar genoemd naar de plaats waar het voor het eerst gevonden werd, de Van der Made pegmatiet op de Brabant farm in Namibië. Deze boerderij is genoemd naar de provincies.

## Voorkomen
Brabantiet is, zoals veel mineralen met zeldzame elementen, een typisch mineraal dat voorkomt in pegmatieten, meestal van granitische samenstelling. De typelocatie is de Van der Made pegmatiet, Brabant Farm, ten westen van Itiro in het Karibib district in Namibië. Het wordt ook gevonden in Kuttakuzhi bij Trivandrum, Travancore, Kerala in India.